# 抢劫坚果店
是一部2014年加拿大、韓國和美國合拍的電腦動畫喜劇片。由彼得·勒皮尼奧蒂斯執導和編劇，开路影业發行。主要配音員包括威尔·阿奈特、布蘭登·費雪、加布里埃爾·伊格萊西亞斯、杰夫·邓纳姆和連恩·尼遜。

## 劇情
索立是一隻聰明而機智的松鼠。他一到鎮上，便發現一間堅果店，那裡有足夠的牲畜，可以在冬季餵養森林中的所有動物。但是要進入這個堡壘，他將需要幫助。在他的朋友的協助下，他將製定一個令人難以置信的計劃，以組織本世紀的飛行。顯然，一切都不會按計劃進行...

## 發行
電影於2014年1月11日在洛杉矶上映。

### 評價
電影的評價以正面居多。爛番茄基於95條評論，新鮮度13%，平均評分4／10。Metacritic得分37。

## 外部連結
- 互联网电影数据库（IMDb）上《抢劫坚果店》的资料（英文）
- 大卡通資料庫上《抢劫坚果店》的資料（英文）

- Metacritic上《抢劫坚果店》的資料（英文）
- 爛番茄上《抢劫坚果店》的資料（英文）
- Box Office Mojo上《抢劫坚果店》的資料（英文）
- 豆瓣电影上《抢劫坚果店》的資料 （简体中文）